# Beat Happening/Screaming Trees
Beat Happening/Screaming Trees è uno split EP dei gruppi Beat Happening e Screaming Trees, pubblicato nel 1988.

## Descrizione
I brani vennero registrate nel 1987 e pubblicate dalla casa discografica Homestead Records; il disco venne ristampato nel box set Crashing Through del 2002 mentre i brani vennero ripubblicati anche nella raccolta Music to Climb the Apple Tree By del 2003, entrambi dei Beat Happening. 

## Formazioni
- Beat Happening
  - Bret Lunsford - chitarra, batteria
  - Calvin Johnson - chitarra, voce
  - Heather Lewis - batteria, chitarra, voce
- Screaming Trees
  - Mark Lanegan - voce
  - Gary Lee Conner - chitarra
  - Van Conner - basso
  - Mark Pickerel - batteria

## Tracce
1. Sea Babies – 2:41
2. Tales of Brave Aphrodite – 2:56
3. Polly Perrequin – 4:25
4. I Dig You – 1:58